# Futbol Club Barcelona Bàsquet 2011-2012
Questa voce raccoglie le informazioni riguardanti il Futbol Club Barcelona Bàsquet nelle competizioni ufficiali della stagione 2011-2012.

## Stagione
La stagione 2011-2012 del Futbol Club Barcelona Bàsquet è la 54ª nel massimo campionato spagnolo di pallacanestro, la Liga ACB.

## Roster
Aggiornato al 14 luglio 2018.
| FC Barcelona Regal 2011-12 | FC Barcelona Regal 2011-12 |
| Giocatori                  | Staff tecnico              |
| -------------------------- | -------------------------- |

| N. | Naz.                                               | Ruolo | Nome                    | Anno | Alt.   | Peso   |  |
| -- | -------------------------------------------------- | ----- | ----------------------- | ---- | ------ | ------ |  |
| 8  | Spagna (bandiera)                                  | P     | Víctor Sada             | 1984 | 192 cm | 90 kg  |  |
| 9  | Brasile (bandiera) · Italia (bandiera)             | P     | Marcelinho Huertas      | 1983 | 190 cm | 85 kg  |  |
| 11 | Spagna (bandiera)                                  | G     | Juan Carlos Navarro (C) | 1980 | 192 cm | 82 kg  |  |
| 13 | Serbia (bandiera)                                  | C     | Kosta Perović           | 1985 | 217 cm | 115 kg |  |
| 17 | Spagna (bandiera)                                  | C     | Fran Vázquez            | 1983 | 209 cm | 105 kg |  |
| 18 | Stati Uniti (bandiera) · Rep. del Congo (bandiera) | AG    | C.J. Wallace            | 1982 | 206 cm | 98 kg  |  |
| 20 | Australia (bandiera) · Regno Unito (bandiera)      | AP    | Joe Ingles              | 1987 | 203 cm | 102 kg |  |
| 21 | Senegal (bandiera)                                 | C     | Boniface Ndong          | 1977 | 213 cm | 111 kg |  |
| 22 | Spagna (bandiera)                                  | AP    | Xavi Rabaseda           | 1989 | 198 cm | 93 kg  |  |
| 23 | Senegal (bandiera) · Spagna (bandiera)             | C     | Papa Mbaye              | 1990 | 208 cm | 100 kg |  |
| 24 | Spagna (bandiera)                                  | P     | Josep Pérez             | 1994 | 183 cm | 73 kg  |  |
| 25 | Slovenia (bandiera)                                | C     | Erazem Lorbek           | 1984 | 208 cm | 113 kg |  |
| 31 | Stati Uniti (bandiera)                             | AP    | Chuck Eidson            | 1980 | 202 cm | 100 kg |  |
| 33 | Stati Uniti (bandiera)                             | AP    | Pete Mickeal            | 1978 | 197 cm | 102 kg |  |
| -  | Spagna (bandiera)                                  | P     | Joan Creus              | 1992 | 185 cm | 77 kg  |  |
| -  | Spagna (bandiera)                                  | AG    | Iván García             | 1986 | 205 cm | 102 kg |  |
| -  | Svezia (bandiera)                                  | AP    | Marcus Eriksson         | 1993 | 201 cm | 87 kg  |  |

| Allenatore                                                                          |
| - Xavi Pascual                                                                      |
| Assistente/i                                                                        |
| - Agustí Julbe - Iñigo Zorzano Legenda - (C) Capitano - (IN) Inattivo - Infortunato |

## Mercato

### Sessione estiva
| Acquisti | Acquisti           | Acquisti         | Acquisti      | Acquisti |
| R.a      | Nome               | da               | Modalità      |          |
| -------- | ------------------ | ---------------- | ------------- | -------- |
| P        | Marcelinho Huertas | Saski Baskonia   | definitivo    |          |
| AG       | C.J. Wallace       | Gran Canaria     | definitivo    |          |
| AP       | Xavi Rabaseda      | Fuenlabrada      | fine prestito |          |
| AP       | Chuck Eidson       | Maccabi Tel Aviv | definitivo    |          |
| AP       | Marcus Eriksson    | Manresa          | definitivo    |          |

| Cessioni | Cessioni        | Cessioni           | Cessioni         | Cessioni |
| R.       | Nome            | a                  | Modalità         |          |
| -------- | --------------- | ------------------ | ---------------- | -------- |
| G        | Gianluca Basile | Pall. Cantù        | fine contratto   |          |
| P        | Ricky Rubio     | Minnesota T'wolves | NBA escape       |          |
| P        | Jaka Lakovič    | Galatasaray        | fine contratto   |          |
| AG       | Terence Morris  |                    | ritirato         |          |
| G        | Roger Grimau    | Bilbao Berri       | fine contratto   |          |
| AP       | Alan Anderson   | Shandong G. Lions  | fine contratto   |          |
| AC       | Mamadou Samb    | Granada            | rinnovo prestito |          |
| GA       | Nihad Đedović   | Virtus Roma        | rinnovo prestito |          |

### Dopo l'inizio della stagione
| Acquisti | Acquisti      | Acquisti    | Acquisti     | Acquisti      |
| R.       | Nome          | da          | Data         | Modalità      |
| -------- | ------------- | ----------- | ------------ | ------------- |
| AC       | Mamadou Samb  | Granada     | gennaio 2012 | fine prestito |
| GA       | Nihad Đedović | Virtus Roma | marzo 2012   | fine prestito |

| Cessioni | Cessioni      | Cessioni     | Cessioni     | Cessioni    |
| R.       | Nome          | a            | Data         | Modalità    |
| -------- | ------------- | ------------ | ------------ | ----------- |
| AC       | Mamadou Samb  | Bilbao Berri | gennaio 2012 | rescissione |
| GA       | Nihad Đedović | Galatasaray  | marzo 2012   | prestito    |